# Vickers Type 123

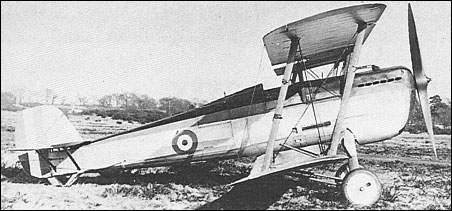
Visione laterale del Vickers 141

Il Vickers Type 123 (a volte designato anche Vickers Type 123 Scout) era un biplano monoposto realizzato dall'azienda britannica Vickers nella seconda metà degli anni venti del XX secolo.
Realizzato su iniziativa privata da parte del costruttore, fu costruito in un singolo esemplare che (con la sostituzione del motore originariamente installato) venne sviluppato nel successivo Vickers Type 141.

## Storia del progetto
I responsabili della Vickers, sul finire del 1925, ritennero che vi fossero le condizioni per realizzare un nuovo aereo da caccia da proporre alla Royal Air Force per i propri reparti.
Su iniziativa privata decisero quindi di dare vita ad un nuovo progetto, orientandosi verso una macchina propulsa da un motore raffreddato a liquido; la scelta cadde su un propulsore V-12 della Rolls-Royce all'epoca allo stadio di sviluppo: il Rolls-Royce F.XI, che sarebbe in seguito divenuto noto come Rolls-Royce Kestrel.
Nel corso del 1926 il velivolo venne ultimato mentre il motore Rolls-Royce non era ancora disponibile; per ovviare a questo problema la Vickers adattò la fusoliera del Type 123 ad un altro motore V-12 allora disponibile: l'Hispano-Suiza Type 52 (in seguito noto come Hispano Suiza 12J).
Il primo volo del Type 123 (con matricola civile G-EBNQ) ebbe luogo nell'autunno successivo (secondo alcune fonti l'11 settembre, secondo altre il 9 novembre).
Nel maggio del 1927, quando fu possibile installare il nuovo motore Rolls-Royce, il Type 123 fu sottoposto a nuove modifiche, destinate prevalentemente ad accogliere la diversa unità motrice, e ricevette la nuova designazione di Vickers Type 141.

## Tecnica
Il Type 123 era un biplano dalla struttura interamente metallica con rivestimento in tela; le ali erano della medesima dimensione e si presentavano tra loro sfalsate, con quella superiore sensibilmente più avanzata verso il muso del velivolo. Gli impennaggi erano di tipo tradizionale, con lo stabilizzatore orizzontale collocato alla base della deriva.
Il carrello d'atterraggio era fisso, disposto sotto la sezione anteriore della fusoliera (poco prima del bordo d'entrata dell'ala inferiore); posteriormente era presente un pattino disposto all'estremità della fusoliera.
Il motore era il 12 cilindri Hispano Suiza Type 52 che sviluppava una potenza di 400 hp (pari a circa 298 kW).
L'armamento era costituito da due mitragliatrici Vickers calibro .30 in, che sparavano (mediante sincronizzatore) attraverso il disco dell'elica.